# Storm (komiks)
Storm – seria komiksowa utrzymana w konwencjach fantasy i science-fiction, publikowana w oryginale po niderlandzku od 1978 przez wydawnictwo Oberon. Głównym ilustratorem serii jest angielski rysownik Don Lawrence, a scenarzystami Saul Dunn (tom 1), Martin Lodewijk (tomy 2, 10–25), Dick Matena (tomy 3–5, 28), Kelvin Gosnell (tomy 6–8), Don Lawrence (tom 9), Jorg de Vos (tomy 26–27) i Rob van Bavel (od tomu 29.). 
Od 2015 Storm ukazuje się po polsku nakładem Wydawnictwa Kurc (poprzednio znanego jako wydawnictwo Incal) w albumach zawierających po dwa tomy serii. Wcześniej pojedyncze tomy ukazały się w czasopismach "Komiks" (tomy 10–11) i "Świat Komiksu" (tom 16) oraz nakładem wydawnictwa Egmont Polska (tomy 17–19).

## Fabuła
Storm, ziemski astronauta, wyrusza w kosmos, by zbadać anomalię niedaleko Jowisza. Jego statek wpada w szalejące żywioły, jednak Stormowi udaje się wrócić na Ziemię. Okazuje się, że pod jego nieobecność kontury kontynentów uległy zmianie, nie widać oceanów, brak powietrza do oddychania. Pomimo tych zmian ludzkość przetrwała, choć dokonała regresu, o czym Storm przekonał się, schodząc na dno nieistniejącego już morza, gdzie wciąż tętni życie.
Pierwsze tomy serii rozgrywają się na zniszczonej kataklizmami Ziemi. Od 10. tomu Storm i jego przyjaciele przeniesieni zostają do innego wymiaru, którego centrum stanowi planeta Pandarw – stąd ten podcykl nazywany jest Kronikami Pandarwu.

## Tomy
| Tom | Tytuł i rok I wydania polskiego | Tytuł i rok I wydania oryginalnego     | Uwagi |
| --- | ------------------------------- | -------------------------------------- | --- |
| 1   | Świat na dnie (2015)            | De Diepe Wereld (1978)                 | Po polsku te tomy ukazały się w jednym albumie zbiorczym w 2015.                                                                                               |
| 2   | Ostatni zwycięzca (2015)        | De laatste vechter (1979)              | Po polsku te tomy ukazały się w jednym albumie zbiorczym w 2015.                                                                                               |
| 3   | Dzieci pustyni (2016)           | Het volk van de woestijn (1979)        | Po polsku te tomy ukazały się w jednym albumie zbiorczym w 2016.                                                                                               |
| 4   | Zielone pandemonium (2016)      | De groene hel (1980)                   | Po polsku te tomy ukazały się w jednym albumie zbiorczym w 2016.                                                                                               |
| 5   | Bitwa o Ziemię (2016)           | De strijd om de Aarde (1980)           | Po polsku te tomy ukazały się w jednym albumie zbiorczym w 2016.                                                                                               |
| 6   | Tajemnica fal nitronu (2016)    | Het geheim van de Nitronstralen (1981) | Po polsku te tomy ukazały się w jednym albumie zbiorczym w 2016.                                                                                               |
| 7   | Legenda o Yggdrasilu (2017)     | De legende van Yggdrasil (1981)        | Po polsku te tomy ukazały się w jednym albumie zbiorczym w 2017.                                                                                               |
| 8   | Miasto potępionych (2017)       | Stad der verdoemden (1982)             | Po polsku te tomy ukazały się w jednym albumie zbiorczym w 2017.                                                                                               |
| 9   | Uśpiona śmierć (2017)           | De sluimerende dood (1982)             | Po polsku te tomy ukazały się w jednym albumie zbiorczym w 2017. Ponadto tom 10. ukazał się po polsku w 1993 w czasopiśmie "Komiks" nr 24/1993.                |
| 10  | Piraci z Pandarwu (1993)        | De piraten van Pandarve (1983)         | Po polsku te tomy ukazały się w jednym albumie zbiorczym w 2017. Ponadto tom 10. ukazał się po polsku w 1993 w czasopiśmie "Komiks" nr 24/1993.                |
| 11  | Labirynt śmierci (1993)         | Het doolhof van de dood (1983)         | Po polsku te tomy ukazały się w jednym albumie zbiorczym w 2017. Ponadto tom 11. ukazał się po polsku w 1993 w czasopiśmie "Komiks" nr 25/1993.                |
| 12  | Siedmiu z Aromatery (2017)      | De Zeven van Aromater (1984)           | Po polsku te tomy ukazały się w jednym albumie zbiorczym w 2017. Ponadto tom 11. ukazał się po polsku w 1993 w czasopiśmie "Komiks" nr 25/1993.                |
| 13  | Zabójca z Eribanu (2018)        | De doder van Eriban (1985)             | Po polsku te tomy ukazały się w jednym albumie zbiorczym w 2018.                                                                                               |
| 14  | Ogary Marduka (2018)            | De honden van Marduk (1985)            | Po polsku te tomy ukazały się w jednym albumie zbiorczym w 2018.                                                                                               |
| 15  | Żyjąca planeta (2019)           | De levende planeet (1986)              | Po polsku te tomy ukazały się w jednym albumie zbiorczym w 2019. Ponadto tom 16. ukazał się po polsku w 2002 w czasopiśmie "Świat Komiksu" nr 26–27/2002.      |
| 16  | Vandal Niszczyciel (2002)       | Vandaahl de Verderver (1987)           | Po polsku te tomy ukazały się w jednym albumie zbiorczym w 2019. Ponadto tom 16. ukazał się po polsku w 2002 w czasopiśmie "Świat Komiksu" nr 26–27/2002.      |
| 17  | Dziwny Świat (2001)             | De wentelwereld (1988)                 | Po polsku te tomy zostały wznowione w jednym albumie zbiorczym w 2020.                                                                                         |
| 18  | Planeta robotów (2002)          | De robots van Danderzei (1990)         | Po polsku te tomy zostały wznowione w jednym albumie zbiorczym w 2020.                                                                                         |
| 19  | Czerwony książę (2002)          | De terugkeer van de Rode Prins (1991)  | Po polsku te tomy ukazały się w jednym albumie zbiorczym w 2022. Tom 19. ukazał się w tym albumie jako wznowienie pod nowym tytułem Powrót czerwonego księcia. |
| 20  | Maszyna von Neumanna (2022)     | De Von Neumann-Machine (1993)          | Po polsku te tomy ukazały się w jednym albumie zbiorczym w 2022. Tom 19. ukazał się w tym albumie jako wznowienie pod nowym tytułem Powrót czerwonego księcia. |
| 21  | Formuła Genesis (2023)          | De Genesis Formule (1995)              | Po polsku te tomy ukazały się w jednym albumie zbiorczym w 2023.                                                                                               |
| 22  | Wędrowiec Armageddonu (2023)    | De Armageddon Reiziger (2001)          | Po polsku te tomy ukazały się w jednym albumie zbiorczym w 2023.                                                                                               |
| 23  |                                 | De Navel van de Dubbele God (2007)     | |
| 24  |                                 | De Bronnen van Marduk (2009)           | |
| 25  |                                 | Het Rode Spoor (2010)                  | |
| 26  |                                 | De muiters van Anker (2011)            | |
| 27  |                                 | De Wisselwachters (2012)               | |
| 28  |                                 | De Race van Opaal (2013)               | |
| 29  |                                 | Het Koraal van Kesme (2014)            | |
| 30  |                                 | De Beul van Torkien (2017)             | |
| 31  |                                 | Het Gesicht van Krijs (2018)           | |
| 32  |                                 | Het offer van Narvatica (2020)         | |
| 33  |                                 | De Archivaris van het Licht (2022)     | |
| 34  |                                 | De jagers van Umatopee (2024)          | |
| 35  |                                 | De nacht van Angul (2025)              | |